# Leopold Lahola
Leopold Lahola (vlastním jménem Leopold Arje Friedmann, hebr.
אריה להולה‎ – Arje Lahola) (30. ledna 1918, Prešov – 12. ledna 1968, Bratislava) byl slovenský dramatik, prozaik, scenárista a filmový režisér, jeden z průkopníků izraelské kinematografie.

## Život
Ačkoliv dětství prožil na Oravě, vzdělání získal na gymnáziu a později na Filozofické fakultě Univerzity Komenského v Bratislavě. Taktéž absolvoval soukromé hodiny u významného slovenského malíře Jána Mudrocha. Jeho vzdělávání překazila Druhá světová válka, během níž musel pro svůj židovský původ studium ukončit. Aktivně se účastnil bojů jako voják, později byl internován v pracovním táboře v Novákách, během Slovenského národního povstání bojoval u Telgártu, kde byl raněn, a do konce války působil už jen jako válečný zpravodaj a redaktor. Po konci války pracoval jako šéfredaktor periodika Bojovník, jehož redakci vedl do roku 1946.
Kvůli ideologicky motivované kampani, rozpoutané kvůli existencialistickému pozadí hry Atentát v roce 1949 odešel do Izraele. Později zakotvil v NSR, kde režíroval a psal scénáře, divadelní a televizní hry. V politicky uvolněných 60. letech 20. století navštívil vlast, ale v roce 1968 nečekaně zemřel.

## Tvorba
Už během středoškolského studia přeložil výběr z novohebrejské poezie. Ještě pod vlastním jménem se věnoval psaní a překládání poezie, později přešel k psaní a inscenování divadelních her. Od roku 1945 používal pseudonym Lahola. Koncem 40. let 20. století patřil k renomovaným dramatikům. Scenáristicky se podílel na několik filmech. V 60. letech 20. století mohl v ČSSR znovu publikovat, natočil nový film Sladký čas Kalimagdory podle utopického románu Jana Weisse Spáč ve zvěrokruhu. Těsně po jeho dokončení v Bratislavě zemřel na v pořadí třetí srdeční infarkt. Leopold Lahola se věnoval i psaní prózy, která vyšla v roce 1968 pod názvem Posledná vec podle stejnojmenné povídky v tomto výběru.

## Dílo

### Divadelní hry
- 1947 – Bezvetrie v Zuele
- 1948 – Štyri strany sveta
- 1949 – Atentát
- 1967 – Škvrny na slnku (Skvrny na slunci)
- 1968 – Inferno

### Filmové scénáře
- 1948 – Bílá tma
- 1948 – Vlčie diery
- 1948 – Návrat domů
- 1968 – Sladký čas Kalimagdory

### Ostatní díla
- 1940 – Chamsin, překlad novohebrejskej poézie
- 1968 – Posledná vec, výběr povídek, novel a črt
- 1995 – Ako jed škorpióna, výběr z poezie

## Ocenění
Leopold Lahola byl v roce 1991 in memoriam vyznamenán Řádem Tomáše Garrigua Masaryka III. třídy.